# Yorgos Avgeropoulos
Yorgos Avgeropoulos (in greco Γιώργος Αυγερόπουλος?; Atene, 1971) è un giornalista e regista greco.

## Biografia
Ha lavorato per la televisione greca e come corrispondente di guerra nei conflitti in Bosnia, Croazia, Iraq, Afghanistan, Kosovo e Palestina. Nel 2000, ha creato una serie di documentari, come La battaglia dei ghiacciai, con cui ha partecipato a numerosi film festivals in Grecia e in tutto il mondo.